# Villars-sur-Glâne
Villars-sur-Glâne (antiguamente en alemán Glanewiler) es una ciudad y comuna suiza del cantón de Friburgo, situada en el distrito de Sarine. Limita al norte con la comuna Givisiez, al este con Friburgo, al sur con Marly y Hauterive, y al oeste con Matran y Corminboeuf.

## Transportes
Ferrocarril
Cuenta con una estación ferroviaria en la que efectúan  parada trenes regionales.